# Phytosciara bellaformis
Phytosciara bellaformis är en tvåvingeart som beskrevs av Werner Mohrig 1999. Phytosciara bellaformis ingår i släktet Phytosciara och familjen sorgmyggor. Inga underarter finns listade i Catalogue of Life.